# Меридејл (Луизијана)
Меридејл (енгл. Merrydale) насељено је место без административног статуса у америчкој савезној држави Луизијана.

## Демографија
По попису из 2010. године број становника је 9.772, што је 655 (-6,3%) становника мање него 2000. године.
| Група             | 2000.         | 2010.         |
| Белци             | 871 (8,4%)    | 382 (3,9%)    |
| Афроамериканци    | 9.403 (90,2%) | 9.169 (93,8%) |
| Азијати           | 18 (0,2%)     | 12 (0,1%)     |
| Хиспаноамериканци | 94 (0,9%)     | 142 (1,5%)    |
| Укупно            | 10.427        | 9.772         |